# Gulžan Moldažanová
Gulžan Talapovna Moldažanová (rusky: Гульжан Талаповна Молдажанова; * 11. června 1966, Almaty, Kazašská ASSR, Sovětský svaz) je ruská podnikatelka kazašského původu.

## Životopis
Vystudovala fyzikou na Kazašské statní univerzitě, kterou dokončila v roce 1989. Po ukončení studia se přestěhovala do Moskvy, kde působila jako vědecká pracovnice na Lomonosovově univerzitě. V roce 1995 začala pracovat v hliníkovém průmyslu a od roku 2004 do roku 2009 pracovala pro Basic Element magnáta Olega Děripasky. V roce 2006 americký časopis Fortune uvedl, že jde o jednou z nejmocnějších podnikatelek světa. V roce 2007 ji ten magazín zařadil na dvacáté místo mezi padesáti nejvlivnějších žen v byznysu. Forbes ji označil jako 37. nejvlivnější ženu roku 2008. Na seznamu nejlépe placených manažerek Ruska se v roce 2011 umístila na 23. místě.